# 陕西老坊寺
陕西老坊寺（亦被称为陕西老坊清真寺，简称为老坊寺。曾也被称为陕西清真大寺）是中华人民共和国新疆维吾尔自治区乌鲁木齐市天山区的回族清真寺。属伊斯兰教格底目派。陕西老坊寺最初为陕西清真大寺，始建时间说法不一，可确定在光绪三年（1877年），该清真寺重建。光绪三十二年（1906年）改称为陕西老坊寺。陕西老坊寺的大殿是乌鲁木齐市文物保护单位。

## 历史
清政府在准噶尔之役获胜后，开始了大规模的开荒屯田。乾隆二十八年（1763年），在现在的乌鲁木齐市地区修建了迪化城。起初屯垦的任务仅由士兵承担，被称为军屯。其中陕西省、甘肃省等地的回民也有从军的将士，清政府鼓励他们携家带口的耕作。长此以往，很多回民将士选择携眷永驻迪化，成为了较早在新疆定居的回族人。除了从军入疆，亦有因灾荒离家从陕西省、宁夏府等地的百姓前往新疆屯垦，被称为户屯。其中包括大量的回民。随着回民人数的增多，建设清真寺之事迫在眉睫。
现在的陕西老坊寺顶梁记载了该寺属于重建，“重建陕西古社清真大寺合方人建成”，以及记载了重建时间，“岁次大清光绪三年”。然而关于陕西老坊寺的兴建有两种不同的说法，其一，在乾隆二十九年（1764年），陕西籍回民在迪化城南门旁修建了迪化最早的清真寺，即陕西寺，寺址即现陕西老坊寺寺址。随着回民信众的增多，陕西老坊寺在光绪三年（1877年）重新修建了清真寺大殿，并命名为陕西清真大寺。另一种说法则为最早建造的清真寺也是陕西寺，因捐建者多来自于陕西得名。不过这座清真寺寺址则位于北梁，因此也被叫做北梁寺。然而到了同治三年（1864年），该寺教长妥明起事反清，随后发展成同治新疆回乱。到了光绪二年（1876年），刘锦棠随左宗棠收复新疆，在重新控制迪化后，该寺被查封。部分陕西籍回民在第二年（光绪三年，1877年）选择在现址重新修建清真寺，并沿用陕西寺之名，即陕西清真大寺。
随着各地回民数量的增多，同乡们选择修建属于自己的清真寺。例如来自陕西的回民先后分出凤翔寺、邠州寺等清真寺，来自甘肃的回民修建了固原清真大寺、兰平坊（现又拆分为兰州寺和永登寺）等清真寺。光绪三十二年（1906年），从陕西寺分出的乌鲁木齐陕西大寺竣工。与之同一年，陕西清真大寺正式更名为陕西老坊寺，简称老坊寺。陕西老坊寺是新疆和平解放之前，迪化回民二十三坊之一。
随着时间的推移，老坊寺开始出现残损。在文化大革命期间，老坊寺成为了装订厂和刷子厂的所在地。冲床运行时产生的震动，使得老坊寺大殿的瓦片掉落。为了保温，工厂又将剩余的瓦片换成油毡。厂方将原本的木雕花卉门拆除，并修建土墙。而等到清真寺归还于信众后，又面临着地基下沉、墙体下陷且开裂、屋顶漏水等情况。2003年4月，陕西老坊寺大殿被列为第三批乌鲁木齐市文物保护单位。2013年4月到10月，乌鲁木齐市人民政府投资300万元人民币对老坊寺进行修缮，此次修缮为落架维修。

## 建筑
陕西老坊寺位于中华人民共和国新疆维吾尔自治区乌鲁木齐市天山区新市路54号。陕西老坊寺是院落式建筑，占地面积近1000平方米。清真寺大殿坐西朝东，面阔五间，进深两间，建筑面积310平方米，东西宽15米，南北长超过20米，建筑高9米，台明高0.4米。前殿为六架梁单檐歇山卷棚顶，后殿为七架梁单檐硬山勾连搭顶的砖木结构建筑。老坊寺的檐角较深。左右两侧无檐廊，仅进深方向设有前檐廊，前檐墙明间设有隔扇门，次间设有隔扇窗。另外三面墙体由青砖包土坯砌制。院内为水泥地面，大殿东侧为阿訇住房和讲经堂，南侧是水房，北侧有舍房和大门。室内西墙由圣龛，讲经台设于西北角，地面为木地板。
与其他伊斯兰建筑不使用偶像及动物图饰不同的是，老坊寺在木质的屋檐、斗拱、雀替上有内容为动物的雕刻和彩绘。雕刻的技法包括浮雕、透雕、立体圆雕等。图案内容包括喜鹊站在裂口的石榴之上，老鼠爬伏在葡萄之上，爪擒宝珠的凤凰，口含铜钱的蝙蝠，站在大象身上的蝙蝠等。这些有动物的雕刻与彩绘多出现在外观和前殿，而后殿主要以波斯语为主的彩绘和砖雕，这可能是重建清真寺时，因为清末战乱，社会矛盾重重，为了迎合主流文化，将伊斯兰文化与中华文化融合所致。